# Шафран, Анатолий Давыдович
Анато́лий Давы́дович Шафра́н 22 марта 1931, Ленинград, — 5 января 2003, Хельсинки) — российский кинооператор.

## Биография
Родился в Ленинграде в семье рабочего Абрама Давида Цодека Марковича Шафрана и домохозяйки Берты Борисовны Шафран. В 1951 году окончил химико-технологический факультет ЛИКИ, в 1969 году — операторский факультет ВГИКа, мастерская П. А. Ногина. С 1963 по 1966 год работал оператором на Ленинградской студии кинохроники, в 1966—1967 годах — на Дальневосточной студии кинохроники, ЛСДФ (1968—70), «Беларусьфильме» (1971—1973), Грузинской студии хроникально-документальных и научно-популярных фильмов (1975—1985).
Является автором около 180 сюжетов для киножурналов.
Совместно с режиссёром Семёном Арановичем и оператором Виктором Петровым принимал участие в несанкционированных съёмках отпевания и похорон поэтессы Анны Ахматовой, состоявшихся 10 марта 1966 года в Ленинграде. Позже Аранович использовал эти кадры в документальном фильме «Личное дело Анны Ахматовой» (1989).
С 1990 года жил в США, работал на «Русско-американском телевидении».
Скончался 5 января 2003 года в Хельсинки, Финляндия. Похоронен в городе Лод, Израиль.

## Фильмография
- 1964 — 30-й старт
- 1964 — А потом на Марс
- 1964 — Последний пароход
- 1965 — Сегодня премьера
- 1966 — Голубой рейс
- 1966 — Путешествие гигантов
- 1967 — Итак, финал
- 1967 — Салют океану
- 1968 — Где-то в пустыне жёлтой
- 1968 — Радуга
- 1968 — Российская рапсодия
- 1969 — Большой трамплин
- 1970 — День Победы
- 1970 — Звёзды выходят на лёд
- 1970 — Имя им солдаты
- 1970 — Клятва ленинградцев
- 1971 — Изобретайте велосипед
- 1971 — Профессор красоты
- 1971 — Шесть из пяти возможных
- 1972 — Жить на земле
- 1972 — О чём шумят деревья
- 1972 — Основное звено
- 1972 — Помни
- 1972 — Я — крепость, принимаю бой
- 1973 — Диана белорусских лесов
- 1973 — Надежды и тревого 10-го «А»
- 1976 — Спешите делать добро
- 1976 — Судья, дела и люди
- 1976 — Хозяином будь, человек
- 1977 — Небом одержимый
- 1979 — Сердце
- 1980 — Мравалжамиер (совместно с К. Вальдесом, Р. Какулией)
- 1981 — Время не властно
- 1982 — Грузины в Большом
- 1982 — Очамчира
- 1982 — Язык Тбилиси
- 1983 — Воитель добрый
- 1984 — Сделайте меня красивой (совместно с Р. Какулией, Р. Махатадзе)
- 1986 — Любовь
- 1987 — Кто хозяин земли?
- 1989 — Искупление
- 1989 — Личное дело Анны Ахматовой (совместно с В. Мюльгаутом, А. Рейзентулом, Л. Красновой, В. Ильиным, А. Горьковым, С. Охапкиным)
- 1989 — Лучше бы он был священником
- 1989 — Миссия